# Coreura eion
Coreura eion är en fjärilsart som beskrevs av Druce 1896. Coreura eion ingår i släktet Coreura och familjen björnspinnare. Inga underarter finns listade i Catalogue of Life.